# Serwis Info
Serwis Info — podstawowy program informacyjny TVP Info. Zastąpił Kurier TVP3. Zwykle nadawany co 30 minut. Wybrane wydania można obejrzeć w internecie za pośrednictwem serwisu tvp.pl.

## Historia
Pierwszy raz został nadany 6 października 2007 wraz ze zmianą TVP3 na TVP Info o godzinie 6 rano. Wydanie to poprowadziła Danuta Holecka. Do 27 września 2009 występował pod nazwą Serwis informacyjny TVP Info lub w skrócie Serwis info. Od 28 września 2009 do 31 sierpnia 2013 program nosił nazwę Info Serwis. Od 1 września 2013 do 20 grudnia 2023 jego nazwą był Serwis Info. Od 29 grudnia 2023 do 29 września 2024 ponownie obowiązywała nazwa Serwis informacyjny TVP Info. Od 30 września 2024 program ponownie nazywa się Serwis Info.

## Prowadzący
Obecnie:
- Maciej Adamiak (od 03.02.2024)[2]
- Bartosz Cebeńko (od 03.02.2024)
- Marcin Czapski (26.08.2017-2019, od 01.03.2025)
- Joanna Dunikowska-Paź (od 30.12.2023)
- Ewa Gajewska (od 08.04.2024)
- Maciej Jabłoński (od 01.01.2024)[3]
- Jonasz Jasnorzewski (od 04.04.2024)
- Piotr Jędrzejek (od 02.01.2024)
- Bryan Kasprzyk (od 02.03.2024)
- Dominika Komarnicka (od 30.12.2023)[3]
- Agnieszka Kopacz-Domańska (od 30.05.2025)
- Aleksandra Kostrzewska (01.03.2014–28.04.2016 i od 03.01.2024)[4]
- Marcin Kowalski (01.02.2014–24.02.2016 i od 11.02.2024)[5][6]
- Izabela Kozdraś (od 21.07.2025)
- Joanna Mąkosa (od 19.03.2024)
- Rafał Miżejewski (od 18.07.2025)
- Kamila Rachwalska (od 01.09.2024)
- Justyna Śliwowska-Mróz (02.02.2015–22.08.2017 i od 02.01.2024)[7][8]
- Joanna Śpiechowicz (od 13.01.2024)
- Wioleta Wramba (od 03.01.2024)
- Wojciech Zawioła (od 29.06.2024)

Dawniej:
- Michał Adamczyk (2009–2011, 22.07.2013–16.01.2016)
- Michał Adamiuk (31.12.2023–03.04.2024)
- Dariusz Baranik (2007–2008)
- Agata Biały (12.06.2014–2020)[9][10]
- Anna Bogusiewicz (05.12.2020–2023)[11]
- Marta Budzyńska (2009–2010)
- Beata Chmielowska-Olech (2013)
- Jacek Cholewiński (2007–2009)
- Michał Cholewiński (01.09.2014–24.10.2020)[12][13]
- Katarzyna Ciepielewska (12.03.2018–19.12.2023)
- Marek Czyż
- Danuta Dobrzyńska (22.07.2013–12.03.2016)
- Marek Durmała (29.01.2016–2019; 08.10.2022–2023)[14][15]
- Mateusz Gadomski (9.11–19.12.2023)
- Adam Giza (2018–2023)[16][17]
- Karol Gnat (07.03.2016–09.2021)
- Agnieszka Górniakowska (04.08.2011–2014)
- Olimpia Górska-Żukowska (16.01-30.11.2024)
- Dorota Grabowska (02.01–07.04.2024)
- Wioleta Grabowska (2007–2008)
- Bartłomiej Graczak (01.10.2017–2023)[18][19]
- Aleksandra Gronowska (21.01–20.12.2023)[20]
- Anna Hałas (27.05-29.12.2024)
- Danuta Holecka (06.10.2007–13.07.2013)
- Joanna Jończyk (20.01–10.07.2024)
- Marta Kielczyk (15.07.2013–2022)
- Adam Kisiołek (31.12.2023–26.02.2024)
- Adrian Klarenbach (2007–05.07.2013)
- Agata Konarska (2007–2008 oraz 01.09.2013–26.01.2014)
- Marta Kosik (11.12–20.12.2023)[21]
- Adam Krzykowski (2008–2010)
- Jarosław Kulczycki (2009–08.01.2016)
- Paweł Kursa (30.12.2023–28.02.2024)
- Iwona Kutyna (03.08.2009–18.08.2013)
- Edyta Lewandowska (06.10.2007–07.07.2013 oraz 06.04.2016–01.02.2019)
- Jarosław Lewandowski (06.10.2007–27.09.2009)
- Karolina Lewicka (11.08.2008–2009)
- Zbigniew Łuczyński (29.12.2023–13.02.2024)
- Monika Majewska (07.05.2022–19.12.2023)[22]
- Piotr Maślak (04.04-08.2011, 15.07.2013–12.01.2016)
- Bartłomiej Maślankiewicz (22.01.2016–2019)[23][24]
- Natalia Nowak-Podbrożna (25.01.2018–2020)
- Dariusz Nowakowski (03.08–09.2009, 2011, 12.03.2016–2020)[25]
- Małgorzata Opczowska-Łęska (01.02.2019–2023)[26]
- Joanna Osińska (2010–2016)
- Agnieszka Oszczyk (11.03.2010–09.2010 i 03.05.2016–20.12.2023)[27]
- Karolina Pajączkowska (2019–2023)[28]
- Marta Piasecka (03.07.2016–2023)[29]
- Mariusz Pietrasik (2010, 20.07.2013–2016)[30]
- Dagmara Prystacka (2008–2009)
- Stanisław Pyrzanowski
- Marta Radziach (2019–2022)[31]
- Marcin Rosiński (09.06.2018–27.08.2019)[32][33]
- Diana Rudnik (06.10.2007–29.02.2016)
- Aleksandra Rutkowska (07.02-18.08.2024)
- Michał Rykowski (28.12.2016–19.12.2023)
- Monika Sawka (04.02–09.05.2024)
- Katarzyna Senyk (05.10–11.2009, 01.08.2013–2014)
- Michał Siegieda (2008–2010)
- Justyna Sieklucka (19.03.2016–2017)[34]
- Sławomir Siezieniewski (06.10.2007–2023)
- Rafał Skórski (01.01–26.01.2024)
- Joanna Skrzypiec (16.08.2016–06.2017)[35]
- Kamil Smerdel (16.06.2014–2020)[36]
- Łukasz Sobolewski (01.05.2017–19.12.2023)
- Urszula Sokołowska (24.12.2021–2023)[37]
- Igor Sokołowski (01.04.2015–11.03.2016)[38][39]
- Jakub Stefaniak (01.07–09.2009)
- Damian Stanisławski (2023)[40]
- Piotr Świąc (04.08.2011–2012)
- Małgorzata Świtała (23.02.2015–27.11.2018)[41][42]
- Witold Tabaka (25.01–30.08.2024)
- Jacek Tacik (03.09.2012–2013)
- Rafał Tomański (24.09.2016–03.2017)
- Katarzyna Trzaskalska (18.07.2016–2018)
- Małgorzata Walczak (04.01–29.02.2024)
- Radomir Wit (25.02–05.2016)[43]
- Agnieszka Wolańska-Bichniewicz (04.04–12.2010)
- Emilia Ziemnicka (20.10.2019–2023)[44]
- Jacek Zimnik (30.12.2023–27.02.2024)
- Małgorzata Żochowska (2007–09.07.2013)
- Anna Żurek (2007–2008)
- Elżbieta Żywioł (2016–06.01.2024)[45][46][47]

## Wydania
Wydania serwisu ukazują się najczęściej co pół godziny między 6:00 a 16:30 oraz kilkukrotnie w ciągu wieczoru.
W zależności od okoliczności emitowane są wydania specjalne Serwisu, w których na żywo transmitowane są konferencje prasowe polityków, relacje z uroczystości.